# Gilad Shalit
Gilad Shalit (født 28. august 1986) er en fransk-israelsk statsborger og soldat i den israelske hær. Han blev den 25. juni 2006 taget som gidsel af den paramilitære, islamistiske terror-organisation Hamas og tilbageholdt indtil oktober 2011, hvor Israel løslod flere end tusinde fanger for hans løsladelse. Blandt de løsladte fanger var mordere, terrorister og alm. kriminelle.